# Gran Premi dels Estats Units del 1965
Resultats del Gran Premi dels Estats Units de Fórmula 1 de la temporada 1965, disputat al circuit de Watkins Glen el 3 d'octubre del 1965.

## Resultats de la cursa
| Pos | No | Pilot           | Equip            | Voltes | Temps/ Retir.    | Pos. de sort. | Punts |
| --- | -- | --------------- | ---------------- | ------ | ---------------- | ------------- | ----- |
| 1   | 3  | Graham Hill     | BRM              | 110    | 2h 20' 36. 1     | 1             | 9     |
| 2   | 8  | Dan Gurney      | Brabham - Climax | 110    | + 12.5 s         | 8             | 6     |
| 3   | 7  | Jack Brabham    | Brabham - Climax | 110    | + 57.5 s         | 7             | 4     |
| 4   | 2  | Lorenzo Bandini | Ferrari          | 109    | + 1 Volta        | 5             | 3     |
| 5   | 14 | Pedro Rodríguez | Ferrari          | 109    | + 1 Volta        | 15            | 2     |
| 6   | 10 | Jochen Rindt    | Cooper - Climax  | 108    | + 2 Voltes       | 13            | 1     |
| 7   | 11 | Richie Ginther  | Honda            | 108    | + 2 Voltes       | 3             |       |
| 8   | 15 | Jo Bonnier      | Brabham - Climax | 107    | + 3 Voltes       | 10            |       |
| 9   | 24 | Bob Bondurant   | Ferrari          | 106    | + 4 Voltes       | 14            |       |
| 10  | 21 | Richard Attwood | Lotus - BRM      | 101    | + 9 Voltes       | 16            |       |
| 11  | 16 | Jo Siffert      | Brabham - BRM    | 99     | + 11 Voltes      | 11            |       |
| 12  | 18 | Moises Solana   | Lotus - Climax   | 95     | + 15 Voltes      | 17            |       |
| 13  | 12 | Ronnie Bucknum  | Honda            | 92     | + 18 Voltes      | 12            |       |
| Ret | 4  | Jackie Stewart  | BRM              | 12     | Suspensions      | 6             |       |
| Ret | 5  | Jim Clark       | Lotus - Climax   | 11     | Motor            | 9             |       |
| Ret | 9  | Bruce McLaren   | Cooper - Climax  | 11     | Pressió de l'oli | 2             |       |
| Ret | 6  | Mike Spence     | Lotus - Climax   | 9      | Motor            | 4             |       |
| Ret | 22 | Innes Ireland   | Lotus - BRM      | 9      | Retirada         | 18            |       |

## Altres
- Pole: Graham Hill 1' 11. 25
- Volta ràpida: Graham Hill 1' 11. 90 (a la volta 105)